# گراشی (خمره)
گِراشی (تلفظ: Gerāši) نام خمره های بزرگ سفالین نخودی‌رنگ مایل به قرمز است که جهت خاک‌سپاری مردگان دورهٔ اشکانی از ناحیهٔ گراش، فارس به هرمزگان برده می‌شده است. در کاوش‌های باستان‌شناسی که در منطقهٔ تاریخی مغ بریمی میناب انجام شده‌ است، گورستان وسیعی حاوی گورخمره‌های گراشی یافت شد. درون گورخمره‌ها به شیوهٔ خاکسپاری دورهٔ اشکانی، پیکرها به صورت جنینی به خاک سپرده شده بودند. این گورخمره‌های سفالی در میان بومیان هرمزگان به گراشی مشهور است؛ زیرا از دیرباز این گونه خمره‌ها را از شهر گراش به بنادر و شهرهای حاشیهٔ خلیج فارس می‌بردند. این خمره‌ها امروزه به عنوان صنایع دستی میناب شناخته می‌شوند و به بخشی از آیین‌های سنتی برخی شهرهای منطقهٔ جنوب ایران تبدیل شده است. تقی آشوری در دائرة‌المعارف بزرگ اسلامی، گراشی را «کوزهٔ دهان‌گشاد مخصوص نگهداری آب در تابستان» معرفی می‌کند که در میناب تولید می‌شوند.

## واژه‌شناسی
واژهٔ «گراشی» به‌طور مشخص برگرفته از منطقه گراش و به معنی «منسوب به گراش» است. در واقع سفال‌گری در گراش پیشینه‌ای دیرینه دارد و شهرت آن به گونه‌ای است که در برخی مناطق، هر نوع خمره‌ای را گراشی می‌نامند.

## گراشی در امروز
امروزه نیز تعداد معدودی کارگاه‌های سفال‌گری در گراش فعال است اما این خمره‌ها در شهر گراش با این نام شناخته نمی‌شوند. این درحالی است که هنوز هم در هرمزگان، مخصوصاً در شهرهای میناب و بندر خمیر، به خمره‌های بزرگی که برای ذخیرهٔ خرما، آب و… و همچنین ساخت تنور سنتی استفاده می‌شود، «گراشی» می‌گویند.
در روستای لشتغان بندر خمیر کوره‌های خمره‌پزی وجود دارد که گفته می‌شود محل سکونت مهاجران گراشی بوده‌است.

## در ادبیات عامه
در میان مردم میناب ضرب‌المثلی رایج است که به گراشی اشاره دارد. ضرب‌المثل «باشی باشی ابیتت گراشی» به معنی «جلوی باد نرو که می‌میری و تو را در گراشی دفن می‌کنند» در واقع به گور-خمره‌های تاریخی منطقه اشاره دارد.

## در شعر
در اشعار شاعران جنوبی نیز واژهٔ گراشی استفاده شده‌است؛ که از آن جمله می‌توان به شعرهای صادق رحمانی، شاعر و مبدع رباعیات نیمایی، اشاره کرد:

### رباعی
| بر خاک سفال، نقش‌پاشی‌ها کو    |  | اسطورهٔ چیره‌دست کاشی‌ها کو |
| بر شاخهٔ باد نغمه‌ای زد کوکو : |  | سازندهٔ خمرهٔ گراشی‌ها کو   |